# Colette Flesch
Colette Flesch (Dudelange, 16 d'abril de 1937) és una política i exesgrimista luxemburguesa, membre del Partit Democràtic, del qual va ser presidenta entre 1980 i 1989.

## Biografia
Té un títol de postgrau de la Fletcher School of Law and Diplomacy a la Universitat de Tufts, després d'obtenir una llicenciatura en Bachelor of Arts del Wellesley College.

### Sport
Com a esgrimista va participar en els individuals de floret a esdeveniments dels anys 1960, 1964 i als Jocs Olímpics d'Estiu de 1968.

### Política
Va ser escollida diputada l'any 1968 i durant prop quaranta anys per a la Cambra de Diputats (1969-1980, 1984-1989 y 2004-2009) i membre del Parlament Europeu durant 1969-1980, 1984-1985, 1989-1990 y 1999-2004. Flesch va ser alcaldessa de Ciutat de Luxemburg entre 1970 i 1980, quan va ser nomenada ministra d'afers exteriors i de Justícia des de 1980 fins a 1984 amb el govern del primer ministre Pierre Werner i presidenta del Consell Europeu (segona meitat de 1980).